# アルフォンソ・カルツォラーリ
アルフォンソ・カルツォラーリ（Alfonso Calzolari、1887年4月30日 - 1983年2月7日）は、イタリア、ヴェルガート出身の元自転車競技（ロードレース）選手。
1914年のジロ・デ・イタリアにおいて総合優勝（第2ステージ勝利）を果たした。
この他、1913年のジロ・デッレミリアを制覇している。
1926年に引退。